# Vương hoàng hậu (Minh Chiêu Tông)
Hiếu Cương Khuông Hoàng hậu Vương thị (chữ Hán: 孝剛匡皇后王氏; ? – 1662), là Hoàng hậu duy nhất của Minh Chiêu Tông Vĩnh Lịch Đế, Hoàng đế cuối cùng của nhà Nam Minh trong lịch sử Trung Quốc. Đồng thời, bà cũng là Hoàng hậu cuối cùng của triều đại này.

## Cuộc đời

### Xuất thân
Hoàng hậu họ Vương (王), người Tô Châu. Sử không ghi rõ năm sinh. Tư liệu về bà được nhắc trong 《Nam Minh Sử》 và 《Tiểu Thiển kỷ truyện》, trong đó đề cập bà đạo Công giáo, có tên Thánh là Anne. Cha là Vương Lược (王略), giữ chức tri phủ Quảng Đông.
Bà kết hôn với Vĩnh Lịch Đế khi ông còn là Quế vương (桂王), nên được sơ phong Quế vương phi (桂王妃).

### Trở thành Hoàng hậu
Tháng 10 năm 1646, Minh Thiệu Tông Long Vũ Đế bị quân Thanh bắt giết. Chu Duật Việt, em trai Long Vũ Đế được quần thần Nam Kinh tôn làm Đế, niên hiệu Thiệu Vũ Đế (绍武帝).
Cùng tháng, Quế vương Chu Do Lang cũng lên ngôi tại Triệu Khánh, lấy niên hiệu Vĩnh Lịch Đế (永历帝), lập Vương thị làm Hoàng hậu, tôn mẹ đẻ Mã thị làm Hoàng thái hậu.
Hai phe cánh Thiệu Vũ và Vĩnh Lịch đánh nhau liên miên để tranh đoạt địa vị chính thống. Lý Thành Đống (李成栋) của quân Thanh thừa lúc họ tàn sát lẫn nhau, tiến đánh khu vực Triều Châu, Huệ Châu của Quảng Đông. Ngày 25 tháng 12, quân Thanh tấn công sang Quảng Châu, Chu Duật Việt bị bắt, bèn thắt cổ tự vẫn. Vĩnh Lịch Đế trước sự tấn công ồ ạt của quân Thanh đã rút lui về Quế Lâm.
Năm Vĩnh Lịch nguyên niên (tức năm Thuận Trị thứ 3) (1647), Vĩnh Lịch Đế chạy đến Vũ Cương, Hồ Nam. Tháng 7 năm đó, quân Thanh lại tấn công Bảo Khánh, đánh chiếm thành Phụng Thiên. Cẩm y vệ của triều đình Nam Minh chỉ huy binh mã, hộ tống Mã Thái hậu và Vương Hoàng hậu bỏ trốn. Trên đường đi, trời đổ mưa khiến cung nữ và thái giám đi trong sợ hãi, tuy nhiên Hoàng hậu vẫn giữ bình tĩnh.
Năm Vĩnh Lịch thứ 2 (1648), Vĩnh Lịch Đế trốn sang Nam Ninh. Ngày 2 tháng 4, Hoàng hậu hạ sinh con trai đầu lòng Chu Từ Huyên (朱慈煊). Tháng 5 năm sau (1649), bà sinh con trai thứ hai Chu Từ Lập (朱慈𤇥), không lâu sau bị chết yểu (không rõ năm).
Năm thứ 8 (1654), ngày 26 tháng 9, Hoàng hậu hạ sinh con trai út là Chu Từ Tập (朱慈熠), nhưng đứa trẻ lên một tuổi cũng chết yểu. Chu Từ Huyên là đứa con duy nhất còn sống với bà.

## Cái chết
Năm Vĩnh Lịch thứ 15 (1661), Vĩnh Lịch Đế lẩn trốn sang Miến Điện, mang theo Vương Hoàng hậu, hai vị Quý nhân Dương thị và Đới thị, cùng với Chu Từ Huyên.
Năm thứ 16 (tức năm Khang Hi nguyên niên) (1662), Miến Điện vì muốn lấy lòng triều đình nhà Thanh mà đã giao nộp gia đình Vĩnh Lịch Đế cho phản tướng Ngô Tam Quế. Ngô Tam Quế sai người thắt cổ Đế - Hậu Vĩnh Lịch, Dương Quý nhân, Đới Quý nhân và Chu Từ Huyên trong một tòa miếu nhỏ tại Côn Minh, không rõ sau đó  chôn cất ở đâu.
Mã Thái hậu khi này không rõ tung tích, có thể bà không hề trốn sang Miến Điện nên vẫn an toàn. Mã thị là thân nhân duy nhất của Vĩnh Lịch Đế không bị tàn sát, mà vẫn sống sót dưới thời nhà Thanh và được triều đình cấp sinh hoạt phí.
Về sau, Trịnh Thành Công truy phong Vương Hoàng hậu là Hiếu Cương Mẫn Túc Triết Thận Chính Hòa Ứng Thiên Thuận Khuông Hoàng hậu (孝剛敏肅哲慎正和應天順聖匡皇后). Các con trai của bà cũng được truy thụy tử tế.

## Hậu duệ
Bà sinh được 3 Hoàng tử, không vị nào sống sót sau khi nhà Nam Minh sụp đổ.
1. Chu Từ Huyên (朱慈煊; 1648 – 1662), bị giết cùng Đế-Hậu tại Côn Minh, về sau truy phong Ai Mẫn Thái tử (哀愍太子).
2. Chu Từ Lập (朱慈𤇥; 1650 – ?), chết sớm, truy phong Nguyên Ai vương (沅哀王).
3. Chu Từ Tập (朱慈熠; 1654 – 1655), chết non, truy phong Miện Thương vương (沔殇王)